# Metopius audens
Metopius audens är en stekelart som beskrevs av Tosquinet 1896. Metopius audens ingår i släktet Metopius och familjen brokparasitsteklar. Inga underarter finns listade i Catalogue of Life.